# Nakajima Kotobuki
El Nakajima Kotobuki (寿 larga vida?), también designado Ha-1 (ハ1), fue un motor radial de 9 cilindros refrigerado por aire derivado del Bristol Jupiter, empleado en aviones japoneses previamente y durante la Segunda Guerra Mundial. Según sus diferentes versiones, era capaz de entregar una potencia de entre 550 y 780 hp.

## Diseño y desarrollo
En 1917 el oficial piloto e ingeniero naval Chikuhei Nakajima estableció el "Instituto Aeronáutico" en la ciudad de Ojima (ahora Ōta en la Prefectura de Gunma. En 1918 construyeron su primer avión; el "Nakajima Type 1" con un motor fabricado en EE. UU.. En 1920, Chikuhei Nakajima se desplazó a Francia para estudiar los avances europeos. Esto condujo a la producción en 1924, recién terminada su nueva fábrica, de motores basados en el motor opuesto horizontalmente refrigerado por aire de dos cilindros Lawrance A-3 de 28 hp (21 kW). En ese momento, dicho motor era una rareza, ya que la inmensa mayoría de los motores enfriados por aire en aquel entonces eran motores rotativos en los que el cigüeñal permanece fijo y el motor entero gira a su alrededor.

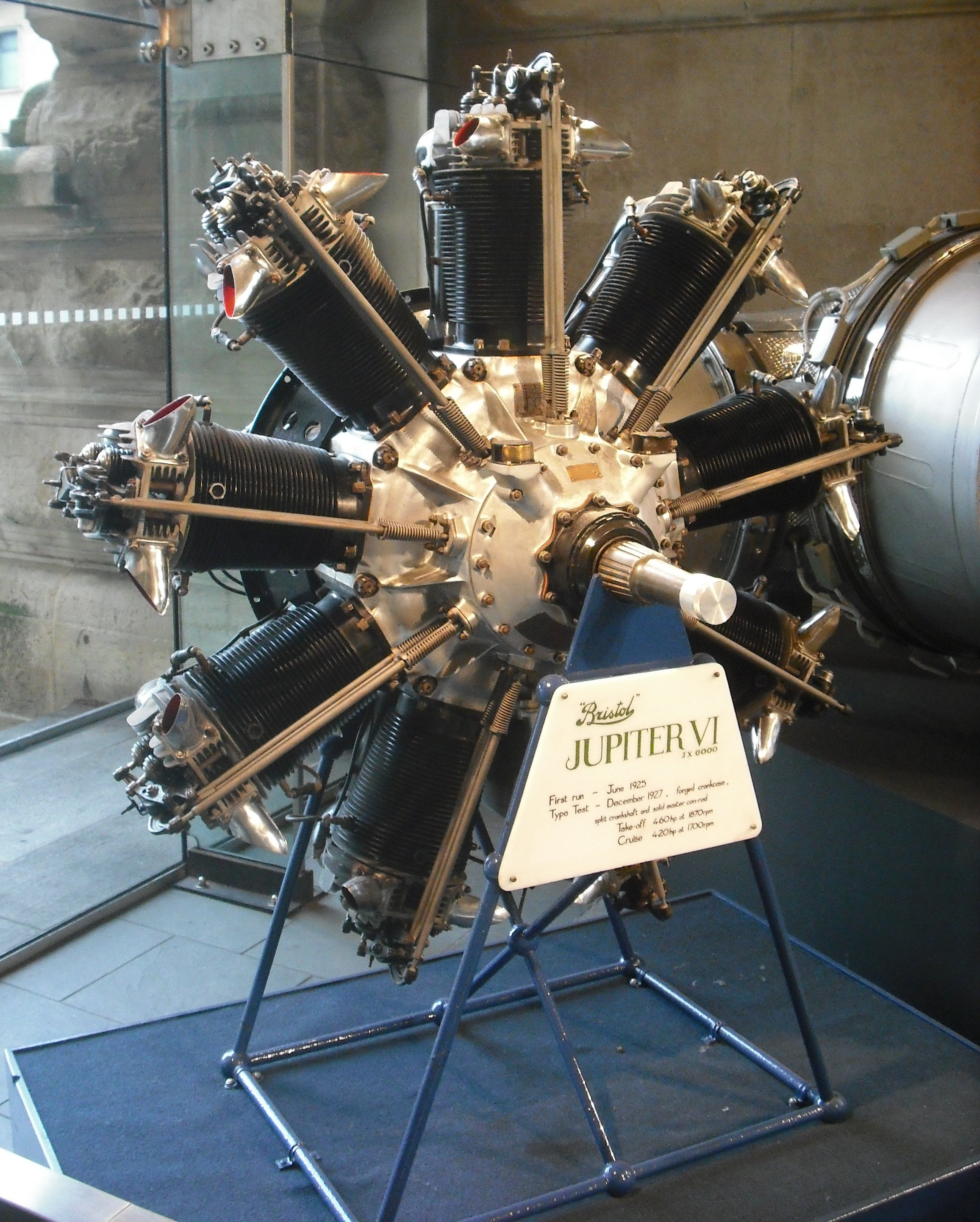
Bristol Jupiter VI en el Bristol City Museum

Al principio, en parte debido a los requerimientos de la Armada Imperial y a la necesaria obtención de experiencia, la compañía comenzó a producir un motor en V de 400 hp refrigerado por agua bajo licencia de la renombrada compañía francesa Lorraine-Dietrich; la cual envió a un instructor en ingeniería de producción (M. Moreau) y más tarde se produjeron 127 unidades del motor en W ({Lorraine-Dietrich 12E Courlis) de la misma firma hasta 1929.
No mucho después de comenzar la producción de los motores Lorraine, Chikuhei Nakajima tuvo conocimiento de que en el Reino Unido se estaba desarrollando un motor con buena capacidad de enfriamiento con cilindros fijos. Se estudiaron las prestaciones del nuevo caza británico Gloster Gamecock con su motor Bristol Jupiter VI que, utilizaba las tecnologías más avanzadas, como un dispositivo de ajuste automático para la holgura de los taqués, tuberías en espiral para una distribución uniforme de la admisión y un sistema de admisión y cuatro válvulas por cilindro, una característica inusual para la época, por lo que se adquirió una licencia de fabricación para el Júpiter en 1925. En 1927, después de contratar a un instructor (Mr. Burgoyne) en ingeniería de producción de la Bristol Aeroplane Company, entró en producción en la fábrica de Nakajima el Júpiter VI de 440 hp (330 kW) y el Tipo VII de 375 hp (280 kW) con sobrealimentador.
Después de estudiar el motor radial de 9 cilindros Pratt & Whitney R-1340 Wasp , Nakajima trató de combinar los buenos puntos encontrados en el diseño del Júpiter con el, al parecer, diseño más racional del Wasp, para posteriormente, diseñar una serie de tipos de motores, denominados "AA", "AB", "AC" y "AD", como ejercicios de ingeniería sin llegar a producirlos. El siguiente diseño de motor, el "AE", fue innovador, con un diámetro de 160 mm y una carrera de 170 mm que no se adoptó debido a su concepto demasiado audaz.
Se construyeron prototipos y se realizaron pruebas de rendimiento; sin embargo, este motor no fue adoptado debido a su muy compleja ingeniería. Nakajima continuó probando diferentes diseños de cilindros.
En 1929 se completó el diseño "AH", con diámetro y carrera de 146 × 160 mm y una cilindrada total de 24,1 L. Esta iba a ser la versión final de este diseño de motor básico. En junio de 1930 se completó el primer prototipo y pasó la prueba de durabilidad para la aprobación de tipo durante el verano y, se iniciaron las pruebas de vuelo utilizando un caza Nakajima A2N en otoño. La firma Nakajima había diseñado el primer motor de 9 cilindros refrigerado por aire de construcción japonesa, el Kotobuki de 450 PS (443,84 hp). En diciembre de 1931, este motor fue aprobado y adoptado por la Armada como el Ha1 Ko para el caza embarcado Nakajima Ki-27 .
El motor Kotobuki se mejoró y se convirtió en el motor Hikari con el diámetro y la carrera ampliados hasta el límite del cilindro (160 × 180 mm para una cilindrada de 32,6 l), con la potencia aumentada a 710 hp. El Hikari se usó en los cazas embarcados Nakajima A4N y en el avión de ataque embarcado Yokosuka B4Y .
En busca de más potencia, el diseño básico se extendió a un motor de 2 filas y 14 cilindros, el modelo Nakajima Ha-5 y sus variantes, Ha-41 y Ha-109.

## Especificaciones técnicas
Datos de:Gunston, Bill. World Encyclopedia of Aero Engines, Patrick Stephens Limited, Cambridge 1989 ISBN 1-85260-163-9
Características generales
- Tipo: Radial de 9 cilindros
- Diámetro: 146 mm
- Carrera: 160 mm
- Cilindrada: 24,1 l
- Longitud: 1,021 m
- Diámetro: 1,28 m
- Peso: 350 kg

Componentes
- Sistema de refrigeración: refrigerado por aire

Actuación
- Potencia de salida: 550 - 780 hp (410 - 581 kW)

## Aplicaciones
- Aichi D1A1
- Mitsubishi A5M
- Mitsubishi Ki-18
- Mitsubishi K3M
- Nakajima A1N2
- Nakajima A2N
- Nakajima Ki-8
- Nakajima E4N
- Nakajima E8N
- Nakajima Ki-27
- Nakajima Ki-34
- Nakajima Tipo 91